# Harry Dénis
Henri Léonard Barthélémi Dénis, detto Harry (L'Aia, 28 agosto 1896 – L'Aia, 13 luglio 1971), è stato un calciatore olandese, di ruolo difensore.

## Carriera
Con la nazionale olandese prese parte ai Giochi olimpici di Anversa 1920, nei quali ottenne una medaglia di bronzo, a quelli di Parigi 1924 e Amsterdam 1928: in quest'ultima edizione fu incaricato di pronunciare il giuramento olimpico nel corso della cerimonia d'apertura. Fu recordman di presenze degli Oranje dal 3 maggio 1925 al 2 maggio 1937, scavalcando il precedente primatista Bok de Korver e venendo a sua volta superato da Puck van Heel.

## Palmarès

### Club

#### Competizioni nazionali
- Campionato olandese: 1

HBS: 1924-1925

### Nazionale
- Bronzo olimpico: 1

Anversa 1920